# Еџ Хил (Џорџија)
Еџ Хил (Џорџија) (енгл. Edge Hill) град је у америчкој савезној држави Џорџија. По попису становништва из 2010. у њему је живело 24 становника.

## Демографија
Према попису становништва из 2010. у граду је живело 24 становника, што је 6 (20,0%) становника мање него 2000. године.
| Група             | 2000.      | 2010.       |
| Белци             | 29 (96,7%) | 24 (100,0%) |
| Афроамериканци    | 0 (0,0%)   | 0 (0,0%)    |
| Азијати           | 0 (0,0%)   | 0 (0,0%)    |
| Хиспаноамериканци | 0 (0,0%)   | 0 (0,0%)    |
| Укупно            | 30         | 24          |